# Trias-Hochhaus

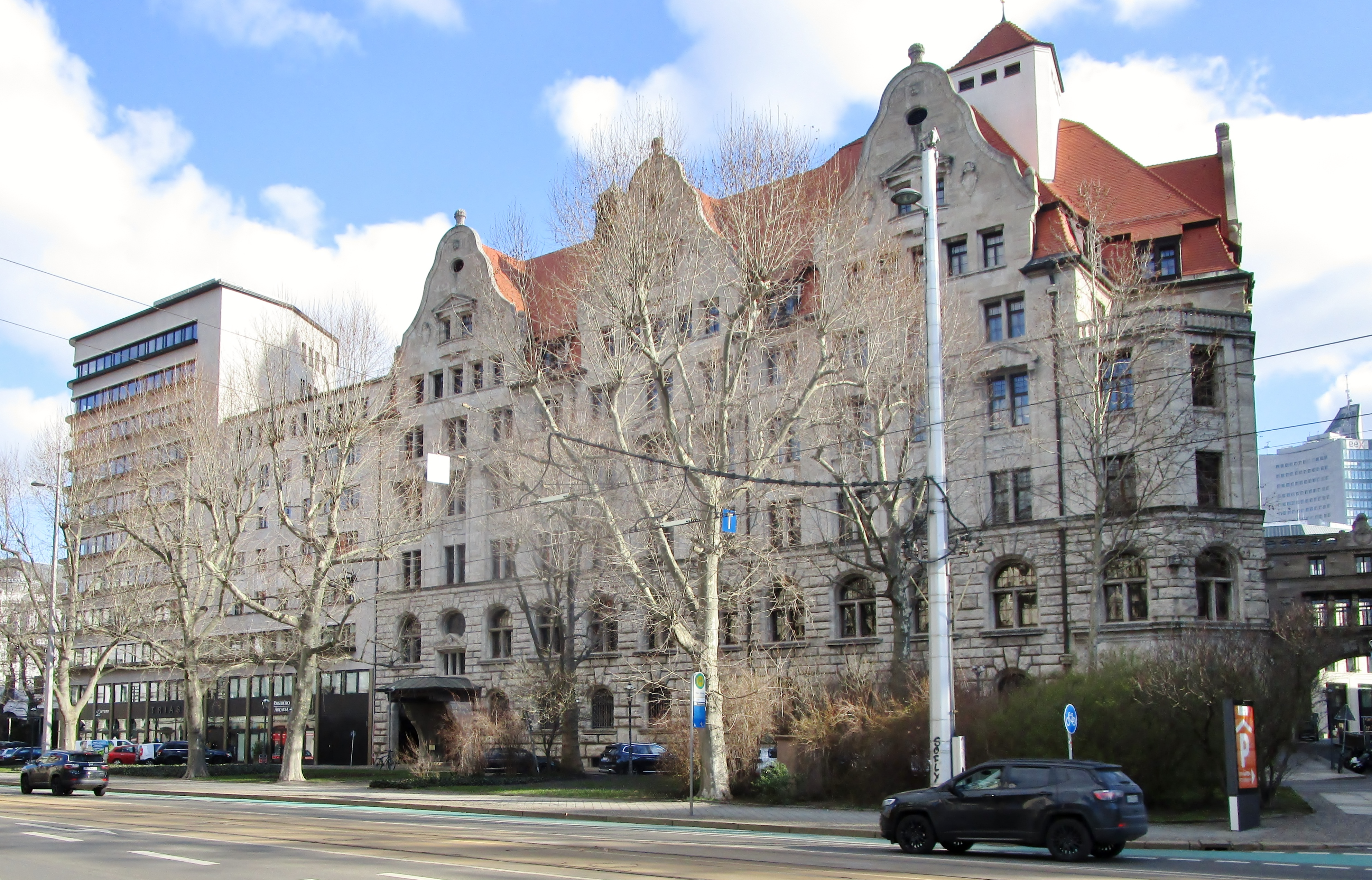
Stadthaus mit Trias-Gebäude (links)

Das Trias-Hochhaus ist ein 2014 fertig gestelltes Büro- und Geschäftshaus in Leipzig.

## Lage
Das Trias-Hochhaus befindet sich in Leipzigs Stadtbezirk Mitte am Innenstadtring, direkt neben dem historistischen Ensemble des Neuen Rathauses und Stadthauses. Für den Innenstadtring waren seit dem Ringcity-Konzept des Stadtbaurates Hubert Ritter Hochpunkte vorgesehen.

## Geschichte
Das 900 m² große, dreieckige Grundstück an der Ecke Markgrafenstraße / Martin-Luther-Ring schließt direkt an das Stadthaus an und wurde zusammen mit diesem 1911 bebaut. Hier befand sich die Mercedes-Benz-Niederlassung von Leipzig. Dieses Gebäude wurde im Zweiten Weltkrieg zerstört. Das wegen seines Zuschnitts schwierig zu bebauende Grundstück blieb danach über 60 Jahre eine Brache. 2010 lobte der Eigentümer Hochtief einen Architektenwettbewerb aus, in dem das Leipziger Architekturbüro Schulz und Schulz Architekten den 1. Platz errang. Dieser Entwurf wurde realisiert. Das Trias-Hochhaus wurde nach 19 Monaten Bauzeit im Juni 2014 fertig gestellt.

## Architektur
Von Norden gesehen wirkt das Gebäude durch seine Horizontalgliederung als eigenständiges Hochhaus. Dabei schließt es sensibel an das historistische Ensemble des Stadthauses und des Neuen Rathauses von Hugo Licht an. Aus südwestlicher Richtung gesehen wird klar, dass das Trias-Hochhaus genau genommen einen um 3 Stockwerke überhöhten Blockrand des Häuserblockes darstellt. Die kritischen Stimmen, die eine Dominanz über das historische Ensemble befürchteten, verstummten recht bald nach der Fertigstellung. Das Trias-Hochhaus wird mit Hochhäusern von Erich Mendelsohn aus den 1920er Jahren in Berlin und Breslau verglichen, während die Architekten von Inspirationen durch das Edificio Carrión an der Gran Via in Madrid sprechen, ein Haus der Architekten Martínez-Feduchi und Eced y Eced aus dem Jahre 1933. Ein Journalist sprach vom Flatiron Building Leipzigs.

## Nutzung
Noch vor seiner Fertigstellung wurde das Trias-Hochhaus von Hochtief an DEVK Lebensversicherungen verkauft. Zu den ersten Nutzern des Büro- und Geschäftshauses mit einer Mietfläche von 6630 m² gehörten ein Restaurant, ein Ingenieurbüro, eine Rechtsanwaltskanzlei und eine Wirtschafts- und Steuerberatungsgesellschaft.

## Auszeichnungen
Das Gebäude erhielt DGNB-Zertifikat in Gold (der Deutschen Gesellschaft für Nachhaltiges Bauen), den Fiabci Prix d’Excellence Germany, war Preisträger des Leipziger Immobilienpreises 2015 und wurde von Haus & Grund 2015 als Leipzigs schönster Neubau ausgezeichnet.